# Спрингфилд (Мэн)
Спрингфилд (англ. Springfield) — американский город в округе Пенобскот, Мэн. По данным переписи 2010 года население составляло 409 человек. Код FIPS 23-73250, GNIS ID 0582741, ZIP-код 04487.

## География
По данным Бюро переписи США, общая площадь округа равняется 99,79 км², из которых 99,66 км² суша и 0,13 км² это водоемы.

## Население
По данным переписи 2010 года население составляло 409 человек, в городе проживало 109 семей, находилось 171 домашнее хозяйство и 281 строение с плотностью застройки 2,8 строения на км². Плотность населения 10,6 человек на км². Расовый состав населения: белые - 96,6%, коренные американцы (индейцы) - 0,7%, представители смешанных рас - 2,7%. Испаноязычные составляли 1,0% от населения.
В 2000 году средний доход на домашнее хозяйство составлял $26 875 USD, средний доход на семью $28 125 USD. Мужчины имели средний доход $29 063 USD, женщины $27 500 USD. Средний доход на душу населения составлял $12 082 USD. Около 14,3% семей и 16,9% населения находятся за чертой бедности, включая 13,8% молодежи (до 18 лет) и 6,9% престарелых (старше 65 лет).